# Nikon D5500
La Nikon D5500 è una reflex entry-level con sensore di formato DX, ufficialmente presentata dalla Nikon Corporation il 6 gennaio 2015. È il modello successivo alla Nikon D5300, ed è migliorata rispetto alla precedente fotocamera in peso e dimensioni (è più piccola e leggera) e ha uno schermo ad angolazione variabile touch screen. Può connettersi in wireless ad altri dispositivi grazie al modulo wireless incorporato.
È disponibile in tre colori, nero, grigio e rosso.

## Foto
La Nikon D5500 monta un sensore CMOS APS-C da 24,2 megapixel effettivi su un'area di 23,2x15,4 mm. Può scattare file in formato NEF (RAW), compresso a 12 o 14 bit, JPEG in tre diversi formati di compressione e JPEG di alta qualità contemporaneamente con un file NEF. Monta la versione più recente del processore di elaborazione immagini della casa nipponica, Expeed 4, e possiede un autofocus con 39 punti AF, di cui 9 a croce.

## Video
La Nikon D5500 è capace di registrare video in Full HD fino a 50p/60p con autofocus continuo e ha la presa jack per un microfono stereo esterno (ha già comunque un microfono stereo incorporato).